# ورزشگاه شهید چمران آمل
ورزشگاه شهید چمران یک ورزشگاه فوتبال با ظرفیت ۵٬۰۰۰ نفر است که در شهرستان آمل در استان مازندران ایران قرار دارد. روند ساخت این ورزشگاه از سال ۱۳۸۴ آغاز شد و در بهمن ۱۴۰۰ فاز اول آن به بهره‌برداری رسید.